# Triglidae

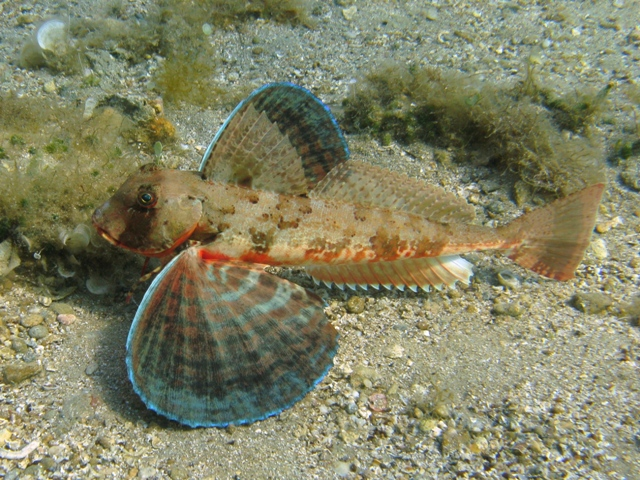
Chelidonichthys lastoviza

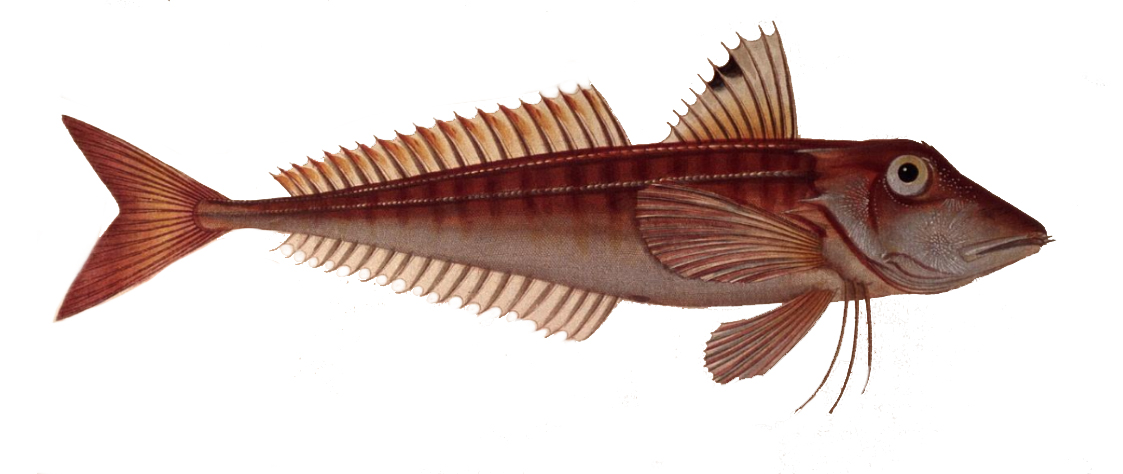
Chelidonichthys cuculus

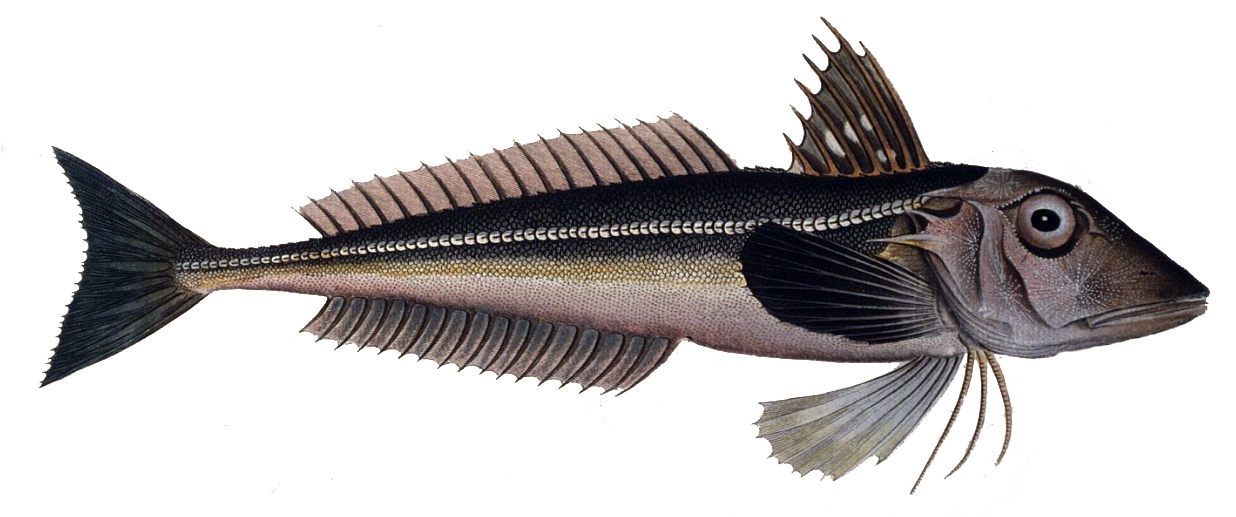
Eutrigla gurnardus

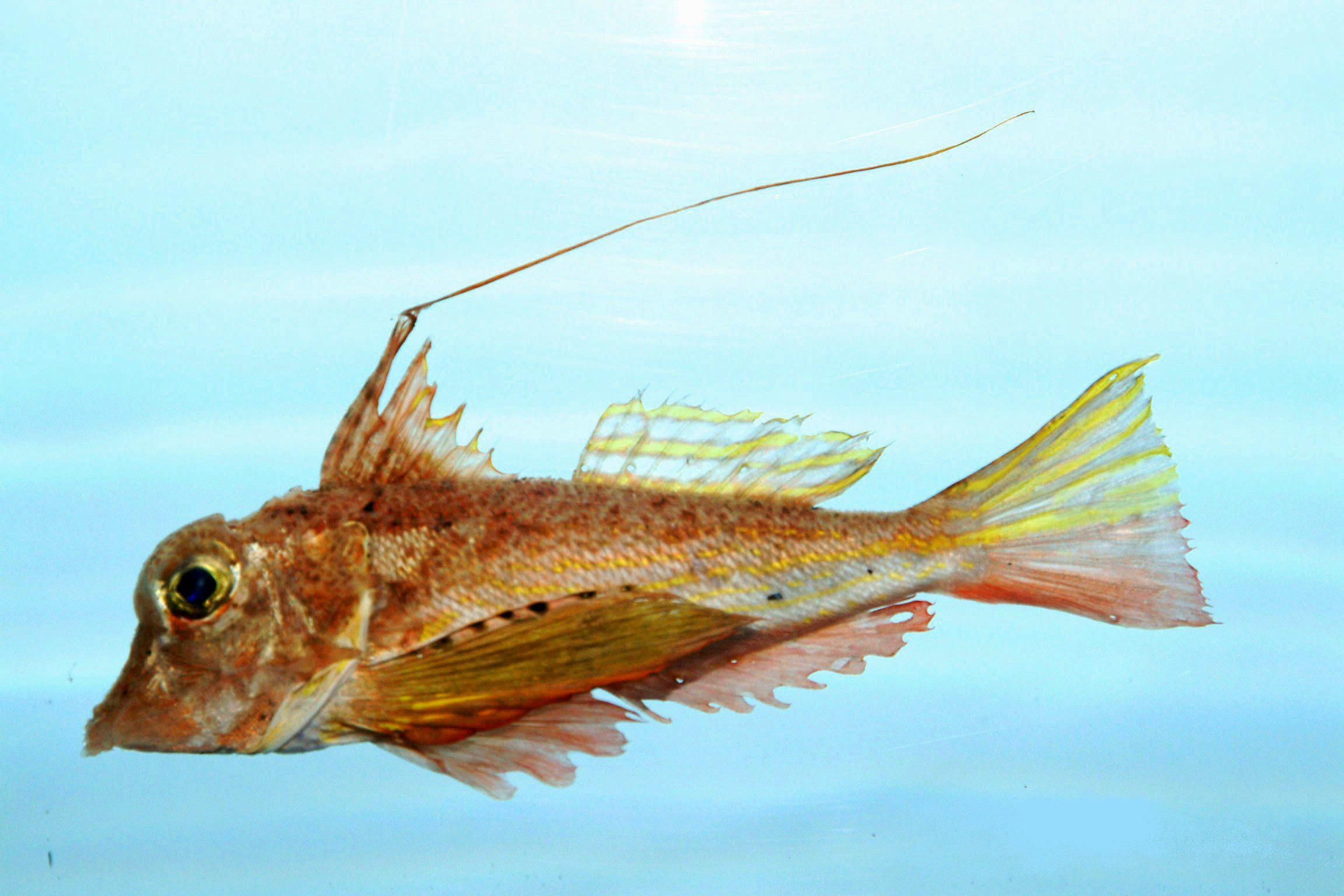
Bellator militaris

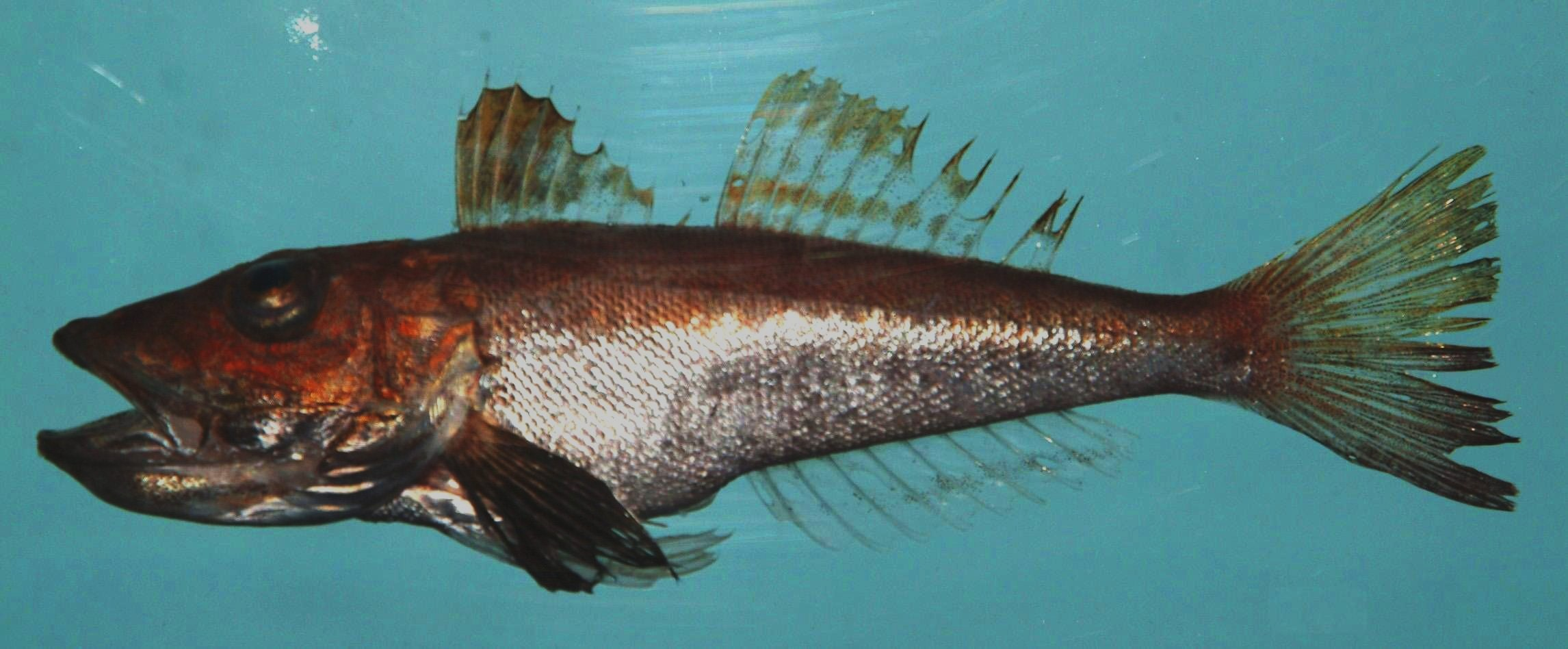
Prionotus stearnsi

I Triglidae, conosciuti comunemente in italiano come gallinelle, caponi o cocci sono una famiglia di pesci ossei marini dell'ordine Scorpaeniformes.
Questa famiglia non ha nulla a che fare con i Mullidi, comunemente conosciuti in italiano come triglie.

## Distribuzione e habitat
Popolano tutti i mari e gli oceani tropicali e temperati.
Nel mar Mediterraneo sono presenti 8 specie:
- Chelidonichthys cuculus (capone coccio)
- Chelidonichthys lucernus (capone o gallinella o mazzola)
- Chelidonichthys obscurus (capone gavotta)
- Eutrigla gurnardus (capone gorno)
- Lepidotrigla cavillone (caviglione)
- Lepidotrigla dieuzeidei (caviglione spinoso)
- Trigla lyra (capone lira)
- Trigloporus lastoviza (capone ubriaco)

Sono tipici abitatori dei fondali sabbiosi su cui fanno vita bentonica, sia in acque costiere che a profondità relativamente alte.

## Descrizione
Questi pesci hanno un aspetto molto particolare caratterizzato dalla grande testa con numerose spine e creste ossee sporgenti. Gli occhi sono grandi, la bocca è inferiore, può allungarsi a tubo ed è dotata di piccoli denti molto numerosi. L'opercolo branchiale è dotato di una spina robusta rivolta all'indietro. Delle spine sono situate anche alla base delle pinne dorsali e, in alcune specie, lungo la linea laterale. Le pinne dorsali sono due, la prima alta e con raggi spinosi, la seconda, più lunga, con soli raggi molli. la pinna anale è simile e simmetrica alla seconda dorsale. La pinna caudale è abbastanza grande, tronca o leggermente intaccata al centro. Le pinne pettorali sono molto ampie, a forma di ali e spesso vivacemente colorate, all'estremità inferiore portano due o tre raggi liberi ed ispessiti che vengono usati per cercare le prede infossate nel sedimento. Le pinne ventrali sono grandi e inserite distanti.
Il colore è variabile, di solito non uniforme negli animali vivi ma marezzato e cosparso di macchie e strisce scure. Spesso la livrea ha tonalità rossastre.
La taglia è piccola nella maggior parte delle specie, in alcune però può raggiungere i 70 cm.

## Biologia
Alcune specie sono in grado di emettere suoni attraverso la vescica natatoria.

### Alimentazione
Si nutrono di invertebrati bentonici che individuano con i raggi liberi delle pinne pettorali e, le specie più grandi, anche di piccoli pesci.

### Riproduzione
Le uova e le larve sono pelagiche.

## Pesca
Si catturano, spesso in gran quantità, con lenze, palamiti, reti da posta e reti a strascico. Il valore economico delle specie più grandi come Chelidonichthys lucernus o Trigla lyra è buono per l'ottima qualità delle carni, le specie di piccola taglia invece vengono sfruttate solo per la zuppa di pesce.

## Generi
- Bellator Jordan et Evermann, 1896
- Bovitrigla Fowler, 1938
- Chelidonichthys Kaup, 1873
- Eutrigla Fraser-Brunner, 1938
- Gargariscus Smith, 1917
- Heminodus Smith, 1917
- Lepidotrigla Günther, 1860
- Paraheminodus Kamohara, 1957
- Parapterygotrigla Matsubara, 1937
- Peristedion Lacepède, 1801
- Prionotus Lacepède, 1801
- Pterygotrigla Waite, 1899
- Satyrichthys Kaup, 1873
- Trigla Linnaeus, 1758
- Trigloporus Smith, 1934